# Aporomyces uniflagellatus
Aporomyces uniflagellatus är en svampart som beskrevs av Thaxt. 1931. Aporomyces uniflagellatus ingår i släktet Aporomyces och familjen Laboulbeniaceae.   Inga underarter finns listade i Catalogue of Life.